# Gołaszówka
Gołaszówka – osada w Polsce położona w województwie podkarpackim, w powiecie brzozowskim, w gminie Brzozów.
W latach 1975–1998 miejscowość administracyjnie należała do województwa krośnieńskiego.